# Список послов СССР и России в Буркина-Фасо
В статье представлен список послов СССР и России в Буркина-Фасо (до 1984 — Верхней Вольте).
- 18 февраля 1967 г. — установление дипломатических отношений на уровне посольств.
- В 1992—2023 гг. — посольство России в Буркина-Фасо закрыто, дипломатические отношения со стороны России осуществлялись через посольство в Кот-д’Ивуаре.
- 28 декабря 2023 г. — открыто российское посольство в Уагадугу.

## Список послов
| Срок полномочий                   | Посол                         | Годы жизни | Вручение верительных грамот | Комментарии         |
| --------------------------------- | ----------------------------- | ---------- | --------------------------- | ------------------- |
| СССР                              |                               |            |                             |                     |
| 9 сентября 1967 — 29 марта 1974   | Яков Аркадьевич Лазарев       | 1912—1990  | 28 октября 1967             |                     |
| 29 марта 1974 — 28 августа 1978   | Вадим Степанович Тикунов      | 1921—1980  | 6 мая 1974                  |                     |
| 4 октября 1978 — 8 августа 1981   | Аркадий Николаевич Казанский  | 1919-?     | 31 октября 1978             |                     |
| 8 августа 1981 — 9 сентября 1985  | Евгений Николаевич Мельников  | 1925—1990  | 18 ноября 1981              |                     |
| 9 сентября 1985 — 21 августа 1987 | Феликс Петрович Богданов      | 1934—2017  |                             |                     |
| 21 августа 1987 — 25 декабря 1991 | Евгений Николаевич Корендясов | род. 1936  |                             |                     |
| Российская Федерация              |                               |            |                             |                     |
| 25 декабря 1991 — 2 ноября 1992   | Евгений Николаевич Корендясов | род. 1936  |                             |                     |
| 2 ноября 1992 — 26 июня 1995      | Михаил Владимирович Майоров   | 1948—2011  |                             | По совместительству |
| 26 июня 1995 — 29 марта 2000      | Георгий Андреевич Черновол    | род. 1937  |                             | По совместительству |
| 29 марта 2000 — 8 июня 2006       | Александр Михайлович Трофимов | род. 1937  |                             | По совместительству |
| 8 июня 2006 — 29 октября 2010     | Олег Владимирович Ковальчук   | род. 1956  |                             | По совместительству |
| 11 февраля 2011 — 18 января 2016  | Леонид Викторович Рогов       | 1949—2020  |                             | По совместительству |
| 26 апреля 2016 — 14 июля 2022     | Владимир Анатольевич Байков   | род. 1952  | 18 ноября 2016              | По совместительству |
| 14 июля 2022 — 3 мая 2024         | Алексей Эдуардович Салтыков   | род. 1959  | 25 ноября 2022              | По совместительству |
| 3 мая 2024 — настоящее время      | Игорь Александрович Мартынов  | род. 1964  | 28 июня 2024                |                     |